# Terry McDermott (voetballer)
Terence ("Terry") McDermott (Liverpool, 8 december 1951) is een voormalig Engels betaald voetballer en voetbaltrainer, die speelde als middenvelder gedurende zijn carrière.

## Clubcarrière
McDermott speelde clubvoetbal in Engeland en op Cyprus. McDermott was onder anderen acht seizoenen actief voor Liverpool. Na zijn actieve loopbaan stapte hij het trainersvak in. Hij was onder meer twee periodes werkzaam als assistent-trainer bij Newcastle United.

## Interlandcarrière
McDermott speelde vierentwintig keer voor de nationale ploeg van Engeland en scoorde drie keer voor de nationale ploeg in de periode 1977–1982. Hij maakte zijn debuut op 7 september 1977 in de vriendschappelijke wedstrijd tegen Zwitserland (0–0); tevens het eerste duel onder leiding van bondscoach Ron Greenwood. McDermott nam met Engeland deel aan het WK voetbal 1982 in Spanje.
| Interlanddoelpunten | Interlanddoelpunten | Interlanddoelpunten | Interlanddoelpunten    | Interlanddoelpunten | Interlanddoelpunten | Interlanddoelpunten | Interlanddoelpunten |
| #                   | Datum               | Locatie             | Wedstrijd              | Goal(s)             | Score               | Uitslag             | Wedstrijd           |
| ------------------- | ------------------- | ------------------- | ---------------------- | ------------------- | ------------------- | ------------------- | ------------------- |
| 1                   | 10/09/1980          | Londen              | Engeland – Noorwegen   | 32'                 | 1 – 0               | 4 – 0               | WK-kwalificatie     |
| 2                   | 10/09/1980          | Londen              | Engeland – Noorwegen   | 77'                 | 3 – 0               | 4 – 0               | WK-kwalificatie     |
| 3                   | 30/05/1981          | Bazel               | Zwitserland – Engeland | 54'                 | 1 – 2               | 1 – 2               | WK-kwalificatie     |

## Erelijst
Newcastle United
- Texaco Cup: 1973/74
- Anglo-Italian Cup: 1973

 Liverpool
- Football League First Division: 1975/76, 1976/77, 1978/79, 1979/80, 1981/82
- Football League Cup: 1980/81, 1981/82
- FA Charity Shield: 1976, 1977 (gedeeld), 1979, 1980
- Europacup I: 1976/77, 1977/78, 1980/81
- UEFA Cup: 1975/76
- Europese Supercup: 1977

 APOEL Nicosia
- A Divizion: 1985/86
- Cypriotische Supercup: 1986

Individueel
- Football League First Division – Doelpunt van het Seizoen: 1976/77
- PFA First Division Team of the Year: 1979/80
- PFA Players' Player of the Year: 1979/80
- FWA Footballer of the Year: 1979/80
- Europacup I – Topscorer: 1980/81